# Стародавня бузина
Старода́вня бузина́ — найстаріша бузина в  Україні. На висоті 0,30 м має обхват 3,70 м, висота близько 4 м. Вік невизначений. Росте в м. Дніпро, по вул. Мандриківській, у дворі Обласної станції юннатів. Вимагає термінового заповідання, огорожі та встановлення охоронного знака.

## Виноски
1. 1 2   Шнайдер С. Л., Борейко В. Е., Стеценко Н. Ф. 500 выдающихся деревьев Украины. — К.: КЭКЦ, 2011. — 203 с.